# Funkelfeuer

Verwendung von Funkelfeuern bei kardinalen Seezeichen

Unter Funkelfeuer versteht man eine besondere Form von Leuchtfeuern, bei der die Lichterscheinungen immer kürzer als die Dunkelphasen sind.
Funkelfeuer haben etwa 50 bis 60 Lichterscheinungen pro Minute und werden in Seekarten mit „Fkl.“ oder englisch „Q“ für quick bezeichnet (Q/Fkl.).
Es wird in der Beschreibung der auf Seekarten unterschieden zwischen „Q/Fkl.“ für Funkelfeuer mit dauerndem Funkeln und „IQ/Flk. unt.“ mit unterbrochenem Funkeln (englisch: Interrupted Quick), mit einer definierten Wiederkehr, welche der Unterscheidung  mehrerer gleichzeitig sichtbarer Funkelfeuer dient.
Daneben gibt es noch schnelle Funkelfeuer (VQ/SFkl.) mit 100 bis 120 Lichterscheinungen und seltener Ultra-Funkelfeuer (UQ/UFkl.) mit 200 bis 240 Lichterscheinungen pro Minute. Auch bei ihnen sind die Phasen der Lichterscheinung kürzer als die Dunkelphasen.
Funkelfeuer dienen meist der Kennzeichnung von Gefahrenstellen im Kardinalsystem. Die unterschiedlichen Geschwindigkeiten der einzelnen Funkelfeuer dienen insbesondere der sicheren Unterscheidung eng beieinanderliegender Markierungsstellen.
Siehe auch: Kennung (Leuchtfeuer)